# Kościół Wszystkich Świętych w Pellestrinie
Kościół Wszystkich Świętych w Pellestrinie (wł. Chiesa di Ognissanti) – rzymskokatolicki kościół w Pellestrinie, w południowej części wyspy o tej samej nazwie (laguna wenecka, region Wenecja Euganejska). Mimo że położony jest w obszarze administracyjnym Wenecji, przynależy do diecezji Chioggia.

## Historia i architektura

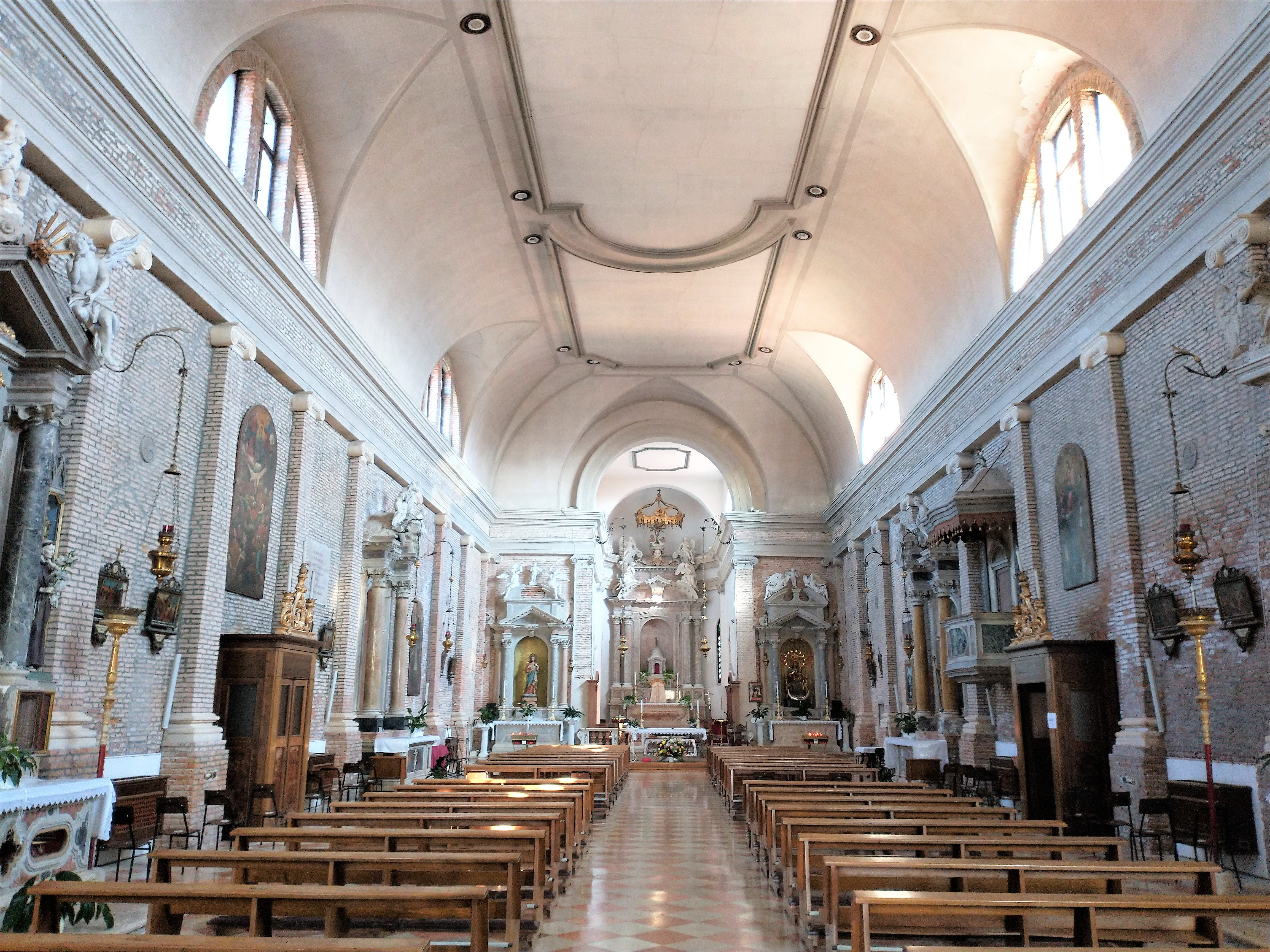
Wnętrze

Kościół umieszczono na placu, w kontekście XVII-wiecznej zabudowy kamienicznej, w inspirowanym barokiem założeniu urbanistycznym z elementami klasycyzmu. Fasada jest zwrócona na zachód, dwukondygnacyjna, przedzielona gzymsem. Pierwsza kondygnacja od frontu zawiera portal flankowany dwoma oknami (1739), druga natomiast ozdobiona jest medalionem z inskrypcją parafialną, zwieńczona centralnym tympanonem z rozetą, na szczycie którego znajdują się trzy figury świętych.
Pierwotna świątynia (około roku 1111) nie zachowała się do czasów obecnych, ponieważ obiekt był kilkakrotnie niszczony w wyniku najazdów. W 1535 został odbudowany jako większy. Później, ze względu na znaczny wzrost liczby ludności, postanowiono go rozbudowywać dalej. Prace zainicjowano w 1603, a zakończono w 1618. Obecny układ budowla uzyskała w 1864. Bullą z 16 kwietnia 1791 kościół został podniesiony do tytułu arcyprezbiteralnego.

## Wyposażenie
Na wyposażenie świątyni składają się:
- ołtarz św. Anny z 1822, odsłonięty 19 stycznia 1823,
- ołtarz Addolorata (Matki Boskiej Bolesnej) wzniesiony w 1834,
- ołtarz św. Marka z XVII wieku. Przypisywany jest architektowi Andrei Moreschiemu,
- ołtarz Madonna del Carmine z 1618 z drewnianą rzeźbą poświęconą przez biskupa Giovanniego Battistę Piasentiniego w 1976,
- ołtarz Najświętszego Sakramentu pochodzący z 1618, w 1635 ozdobiony tabernakulum z marmuru, które przeniesiono do ołtarza głównego i zastąpiono białym krzyżem,
- ołtarz Najświętszego Serca Pana Jezusa z 1618, pierwotnie poświęcony Matce Bożej del Carmine (w 1735 usunięto stąd obraz maryjny i umieszczono go w miejscu, w którym jest dzisiaj, a na jego miejscu umieszczono obraz św. Ludwika Gonzagi),
- ołtarz Chrystusa, której obecny wygląd pochodzi z 1904,
- ołtarz Wszystkich Świętych, neoklasycystyczny, z XVII wieku, zawiera najcenniejsze relikwie świątyni w liczbie sześciuset (pochodzą one z Ziemi Świętej, Egiptu, Włoch, patriarchatów Akwilei i Grado, diecezji Malamocco i Chioggia)[2].